# Caryophyllia corona
Caryophyllia corona is een rifkoralensoort uit de familie Caryophylliidae. De wetenschappelijke naam van de soort is voor het eerst geldig gepubliceerd in 1870 door Édouard Placide Duchassaing de Fontbressin.